# Storia di Capo Verde
La storia di Capo Verde è determinata da tre fattori principali: non vi era alcuna popolazione indigena nelle isole quando i portoghesi vi misero piede per la prima volta; l'ambiente, nel corso dei secoli, è diventato sempre più fragile ed instabile soprattutto a causa dell'entropia e della progressiva desertificazione (dovuta principalmente alle intensive coltivazioni); ed infine il fattore geografico, che colloca le isole nella posizione più vicina al continente americano di qualsiasi altra nazione africana.

## Tempi remoti
I primi documenti scritti su Capo Verde si trovano nei De choreographia di Pomponio Mela e Historia naturalis di Gaio Plinio Secondo. Entrambi chiamavano le isole "Gorgades", in onore della dimora delle tre mitiche Gorgoni, tra le quali Perseo uccise Medusa. In seguito, secondo l'antico evemerismo, le isole furono considerate (in contrasto con le precedenti assezioni) il luogo dove il cartaginese Annone trucidò due femmine di "Gorillai" portandone le pelli nel tempio della dea Tanit,dea delle messi e dei raccolti e protettrice della città di Cartagine.
Secondo Plinio il Vecchio, il greco Senofonte di Lampsaco affermava che le "Gorgades" (Capo Verde) erano situate a due giorni di viaggio da "Hesperu Ceras", oggi chiamato Cap-Vert, l'estremità più occidentale del continente africano. Sempre secondo Plinio il Vecchio e la sua citazione di Solino, il tempo di viaggio in mare da Atlantis (Madera) alle isole delle signore dell'ovest (le isole Esperidi) passando per le Gorgades è di circa 40 giorni.
Le Isole Fortunate descritte da Marino di Tiro e riportate da Tolomeo nella sua Geografia potrebbero essere state le isole di Capo Verde.

## Esplorazioni non europee
Gli esploratori portoghesi riscoprirono le isole fra il 1456 e 1460 e le descrissero come disabitate. Tuttavia, complici i venti dominanti e le correnti oceaniche della regione, le isole potrebbero essere state visitate dai Mori o dai Wolof, Sérèr, o, forse, da pescatori Lebu proveniente dalla Guinea.
Le leggende suggeriscono che le isole possano essere state visitate dagli arabi, secoli prima dell'arrivo degli europei. L'esploratore portoghese Jaime Cortesão raccontò che gli arabi erano noti per aver visitato un'isola che chiamavano "Aulil" o "Ulil" dove estraevano sale dalle saline presenti. Alcuni credono che si riferissero all'Ilha do Sal.
In una recente ipotesi Gavin Menzies suggerisce che l'esploratore cinese Zheng He avesse raggiunto l'isola nel 1420. Questa ipotesi non ha ricevuto molto sostegno da parte degli storici.
In tutti i casi la popolazione locale (se presente) all'arrivo dei portoghesi, non era sufficientemente radicata per opporsi alla totale penetrazione di questi.

## La scoperta europea e la colonizzazione

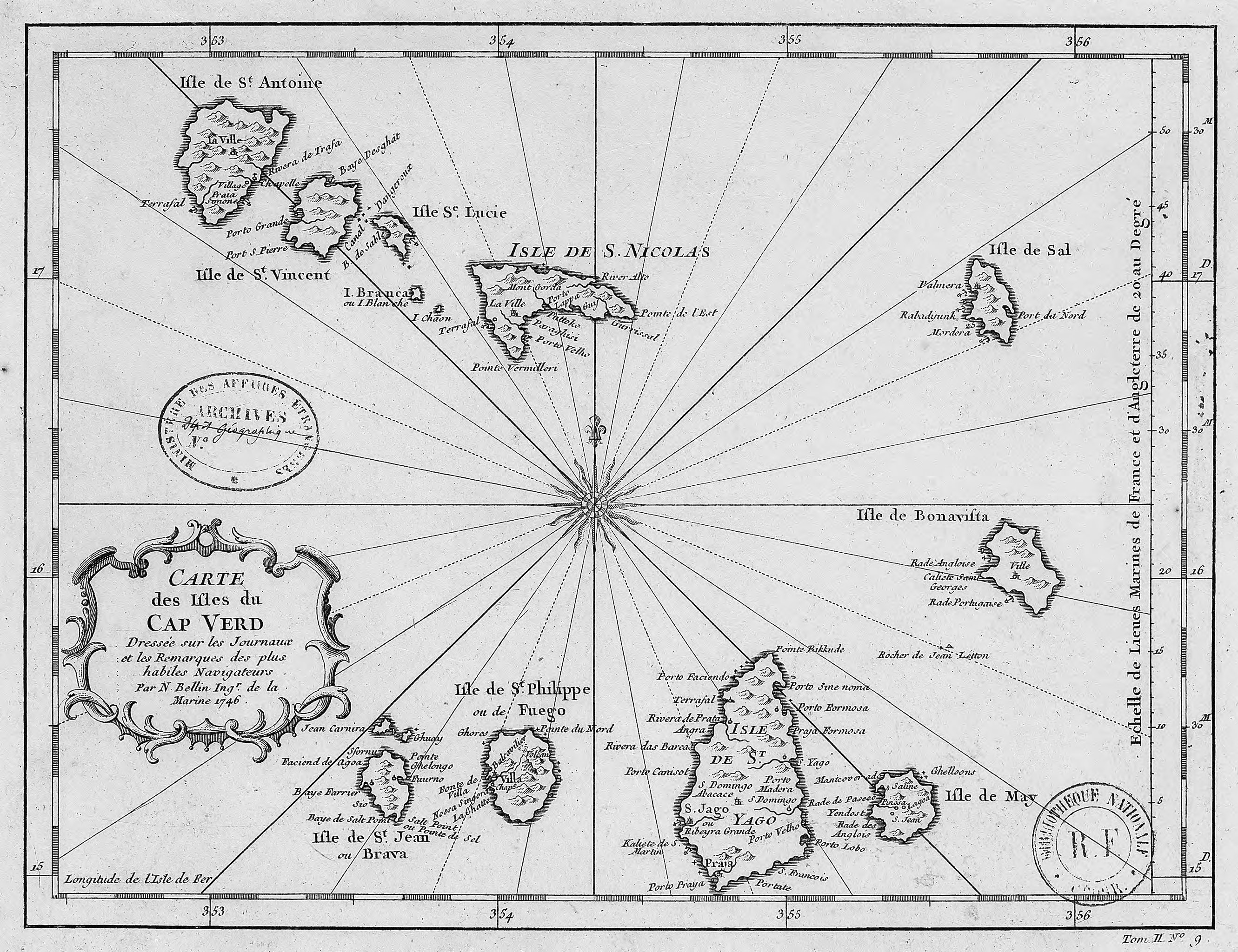
Mappa di Capo Verde (1746).

Nei suoi diari, Alvise Cadamosto dichiara di avere scoperto alcune delle isole di Capo Verde nel 1456. Tuttavia, nel 1462 re Alfonso V del Portogallo attribuì ufficialmente ad Antonio da Noli la scoperta delle isole, affidandogli il compito di colonizzarle, con la carica di governatore.  Nel decennio successivo, Diogo Afonso scoprì le isole rimanenti dell'arcipelago. Quando i marinai sbarcarono la prima volta a Capo Verde, nelle isole mancava la popolazione ma non la vegetazione. Vedendo le isole al giorno d'oggi, è difficile immaginare che fossero sufficientemente verdi da spingere i portoghesi a tornare sull'isola di Santiago per fondare Ribeira Grande (oggi Cidade Velha), nel 1462.
Si apre così anche per l'arcipelago l'epoca della colonizzazione portoghese. Divenne uno dei viceregni coloniali (Vicereino das Ilhas do Cabo Verde) da cui dipesero anche altri territori; comprendeva:
- Ilhas Sotovento con
  - Capitaneria generale di S.Tiago (sede vicereale)
- Ilhas Baravento con
  - governo di Bõa Vista
  - governo di Sao Thomè e Principe (Pavoasàan, 1470) e isola S. Martìn
  - governo di Fernando Po (S. Isabel) fino alla cessione del 1778 alla Spagna
  - governo di Annobòn (1474) fino alla cessione del 1778 alla Spagna
- capitaneria di Cacheu (1588) comprendente le isole Bissagos, Bata, Bissau, Bassàm, Lagos in Guinea
  - Capitaneria generale dell'Angola con
  - governo di S. Paolo di Loanda (sede del governatore generale)
  - governo di S. Felipe di Benguela comprendente Cabinda, Mossamedes, Ambrìz ed i protettorati sui regni indigeni di Quissama e d'Ilamba
  - governo di Tristão da Acunha (1506-1810)
  - governo di Nossa Senhora de Ascension (1501-1815)